# Akademie für Tonkunst (Darmstadt)

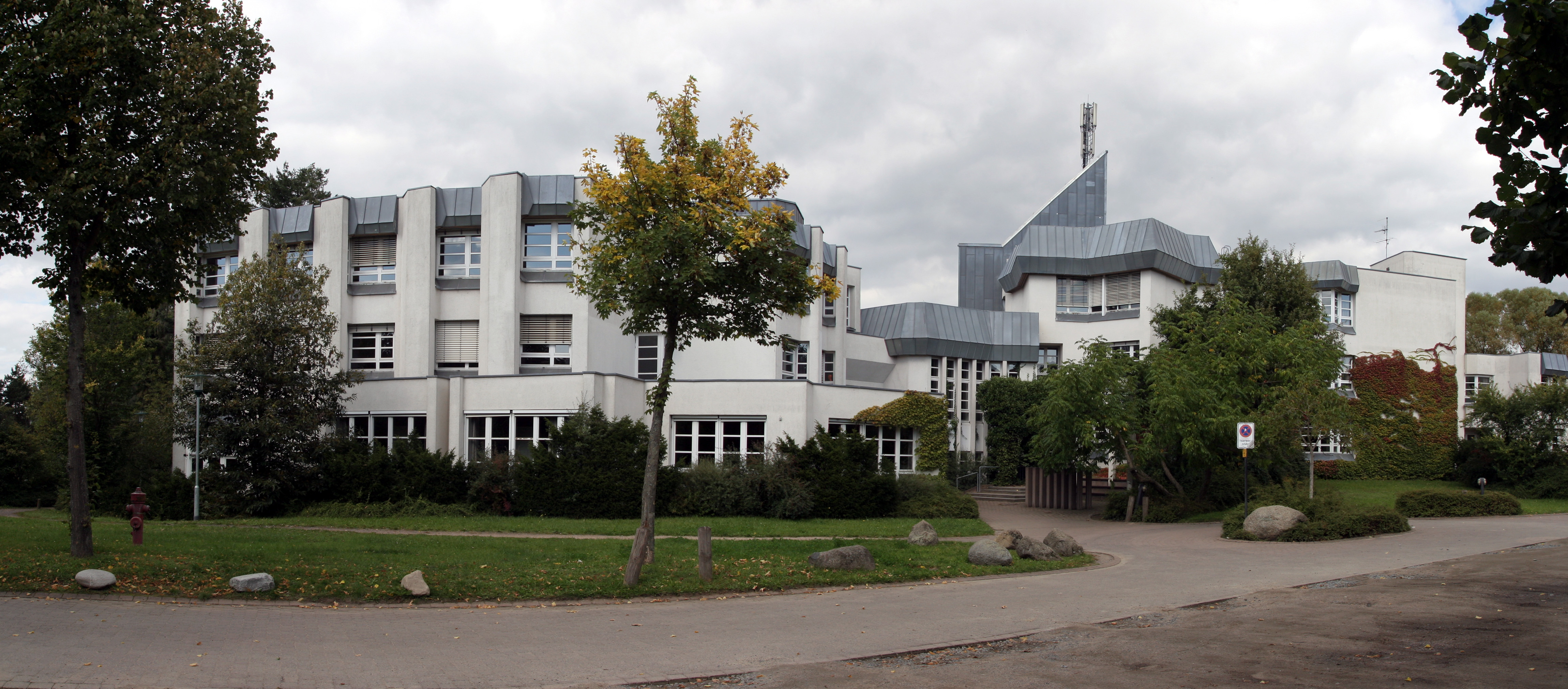
Akademie für Tonkunst, September 2010

Die Akademie für Tonkunst in Darmstadt ist eine der ältesten Musik-Ausbildungsstätten in Deutschland. Sie gliedert sich in eine Berufsakademie und die Städtische Musikschule.
Karl Philipp Schmitt gründete 1851 die Schmitt’sche Akademie für Tonkunst.
Mit der Übernahme in städtische Trägerschaft im Jahre 1922 erfolgte die staatliche Anerkennung der Städtischen Akademie für Tonkunst.
Heute verfügt die Akademie über ein modernes Gebäude mit großem und kleinem Konzertsaal, einem Kammermusik- und einem Rhythmiksaal, 46 Unterrichts- und 24 Übungsräumen, über 100 Tasteninstrumente, eine Musikbibliothek und ein Tonstudio. Der große Konzertsaal wurde 2015 im Andenken an den Darmstädter Komponisten Wilhelm Petersen (1890–1957) in Wilhelm-Petersen-Saal umbenannt.
Direktor ist seit 2021 der Bariton Thomas E. Bauer.

## Bekannte Lehrer und Studenten
- Gösta Andreasson
- Carl Beines
- Alois Bröder
- Olaf Van Gonnissen
- Ludwig Gosewitz
- Andy Groll
- Grigory Gruzman
- Tilman Hoppstock
- Werner Hoppstock
- Franciszek Jurys
- Rudolf Kolisch
- Annegret Konrath
- Erika Köth
- Konrad Lechner
- Hans Leygraf
- Carl Amand Mangold
- Cord Meijering
- Arnold Mendelssohn
- Dirk Mommertz
- Wilibald Nagel
- Fabian Payr
- Wilhelm Petersen
- Peter Przystaniak
- Donald Runnicles
- Ilja Scheps
- Peter Schmalfuss
- Bernd Zeh